# Iuri Krasnojan
Yuri Anatolyevich Krasnozhan - em russo, Юрий Анатольевич Красножан (Nalchik, 7 de junho de 1963), ou apenas Iuri Krasnojan, é um ex-futebolista e treinador de futebol russo que atuava como volante.

## Carreira
Nascido em Nalchik, Krasnojan defendeu o clube de sua terra natal, o Spartak Nalchik, entre 1980 e 1984. Encerrou a carreira de jogador em 1994, quando atuava pelo Avtozapchast Baksan. Foi neste clube onde o ex-volante passaria a trabalhar como auxiliar-técnico, voltando ao Spartak Nalchik em 2000. Assumiu o comando técnico da equipe em 2004, no lugar de Soferbi Yeshugov.
Conseguiu a façanha de levar o modesto clube à Premier League Russa em 2005. Apesar das limitações financeiras, conseguiu manter o Spartak na elite e quase alcançando uma vaga na UEFA Europa League em 2010. Após essa temporada foi para Moscou treinar o Lokomotiv. em 4 de julho de 2011, surgiram rumores de que Krasnozhan foi suspeito de apostar na partida contra o Anzhi, no dia 27 de maio, o que culminou na sua demissão. Ironicamente, em dezembro do mesmo ano, foi anunciado como novo comandante do Anzhi.
No dia 13 de fevereiro de 2012, Yury Krasnozhan demitiu-se e abandonou o comando técnico da equipe do Daguestão. Treinou ainda o Kuban Krasnodar e o Terek Grozny antes de exercer o comando técnico da Seleção Cazaque, entre fevereiro de 2014 e novembro de 2015.